# Parakonisches Pendel

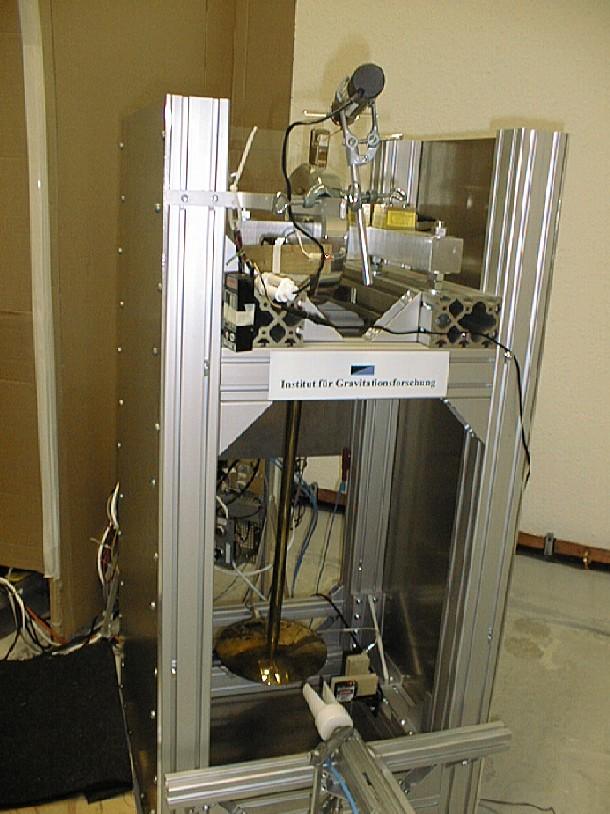
Parakonisches Pendel mit automatisierter Auslösung und Abbremsung

Ein parakonisches Pendel ist ein physikalisches Pendel, bei dem sich im Aufhängepunkt eine Kugel befindet, die bei der Pendelbewegung auf einer Ebene abrollt. Ein Foucaultsches Pendel misst die Erdrotation. Im Gegensatz dazu misst man mit einem parakonischen Pendel den gravitativen Einfluss anderer Himmelskörper (vor allem Mond und Sonne) auf die Pendelbewegung. Anstelle eines Fadens wie beim Foucaultschen Pendel ist beim parakonischen Pendel der Pendelkörper an einen starren Stab befestigt, ähnlich einem Uhrenpendel. Die Pendellänge ist relativ kurz und beträgt typischerweise ca. 1 m. Da das parakonische Pendel auf einer Kugel gelagert ist, (daher die Bezeichnung „parakonisch“) kann es auch Drehungen um die Längsachse durchführen (Änderung des Azimut-Winkels). Damit besitzt das parakonische Pendel einen Freiheitsgrad mehr als andere Pendel.